# Ставрос (Гребен)
Ставрос (грч. Σταυρός) је насељено место у општини Гребен у периферији Западна Македонија, Грчка. Према попису из 2021. године било је 34 становника.
Према бугарском географу и историчару, Василу Канчову, у Ставросу је 1900. године живело 100 Грка муслимана (Валахади) и 76 Грка хришћана. Почетком 20. века муслиманско становништво се иселило, тако је на попису из 1928. године било 138 Грка хришћана. Село се раније звало Палеохори.